# Мохва (Грузия)
Мохва (груз. მოხვა) — село в Грузии, в Сачхерском муниципалитете края Имеретия, в административной единице Цхомарети.

## Расположение
Расположено на южных склонах Рачинского хребта, на высоте 820 метров над уровнем моря. Отдалено на 15 километров от города Сачхере.

## Население
По результатам официальной переписи населения 2014 года в селе Мохва проживало 271 человек (132 мужчин и 139 женщин).
| Год  | Численность, человек |
| ---- | -------------------- |
| 2002 | 486                  |
| 2014 | ▼ 271                |